# Дхаммасока Рача
Тхоммо Соккорокх, также Дхаммасока Рача (кхмер. ធម្មាសោករាជ) или Дхарма Сокараджа — правитель Ангкорской империи второй половины XIV — начала XV века.

## Биография
Был младшим сыном Лампонга Реатеи. Унаследовал трон от своего старшего брата Барома Реамеи. 
Его правление ознаменовалось укреплением отношений с китайской династией Мин и отправкой послов в Китай в 1377 и 1383 годах, где он был известен как «Цан-ли Пао-пи-сие Кан-поу-че» (Самдач Чао Понхеа Камбуджа).
В 1388 году сын Раматхибоди I, — Рамесуан, — провозгласил себя королем Аютии. Он немедленно возобновил экспансионистскую политику своего отца и начал войну против кхмеров, которая продлилась почти полвека. Четыре камбоджийские армии, посланные на защиту Ангкора, были отброшены к столице, которая снова оказалась захвачена. Осада длилась семь месяцев, прежде чем в 1394 году город был взят в результате предательства кхмерских князей. Король Томмо Соккарах был убит, а 70 000 пленных были обращены в рабство и депортированы в Сиам.
Король Рамесуан назначил новым камбоджийским королем своего сына, — Энто, — который стал править под именем «Индрапати Раджадхираджа». Однако в 1401 году он был убит в результате заговора, организованного кхмерским принцем Сориёвонгом, сыном бывшего короля Сориётея I.